# Deolane Bezerra
Deolane Bezerra   (Vitória de Santo Antão, 7 de juny de 1988) és una cantant i advocada brasilera que va fer-se coneguda a principis de 2021 després de la mort del seu marit MC Kevin. S'ha convertit en una de les celebritats d'Internet més populars al Brasil.

## Carrera
Amb la mort de MC Kevin, Bezerra es va enfrontar a un nou repte i es va llançar com a cantant i DJ. Així, la seva primera actuació va ser en un acte anomenat "Baile da Doutora", en el qual va llançar el seu primer senzill, Meu Menino.
Deolane és un dels participants de la catorzena temporada del reality show A Fazenda.

### Aparicions en Televisió
| Any  | Títol     | Rol          | Notes      |
| ---- | --------- | ------------ | ---------- |
| 2022 | A Fazenda | Ella mateixa | Concursant |

### Senzills publicats
| Any  | Títol            |
| ---- | ---------------- |
| 2021 | Meu Menino       |
| 2021 | Quem Paga Sou Eu |
| 2022 | A Chefe          |